# Báo châu Phi
Báo châu Phi hay Báo hoa mai châu Phi (Panthera pardus pardus) là một phân loài báo hoa bản địa ở châu Phi. Phân loài này phân bố rộng rãi ở phần lớn châu Phi cận Sahara, nhưng phạm vi phân bố lịch sử đã bị phân mảnh trong quá trình môi trường sinh sống bị phá hủy. Báo hoa mai cũng đã được ghi nhận ở Bắc Phi.

## Đặc điểm

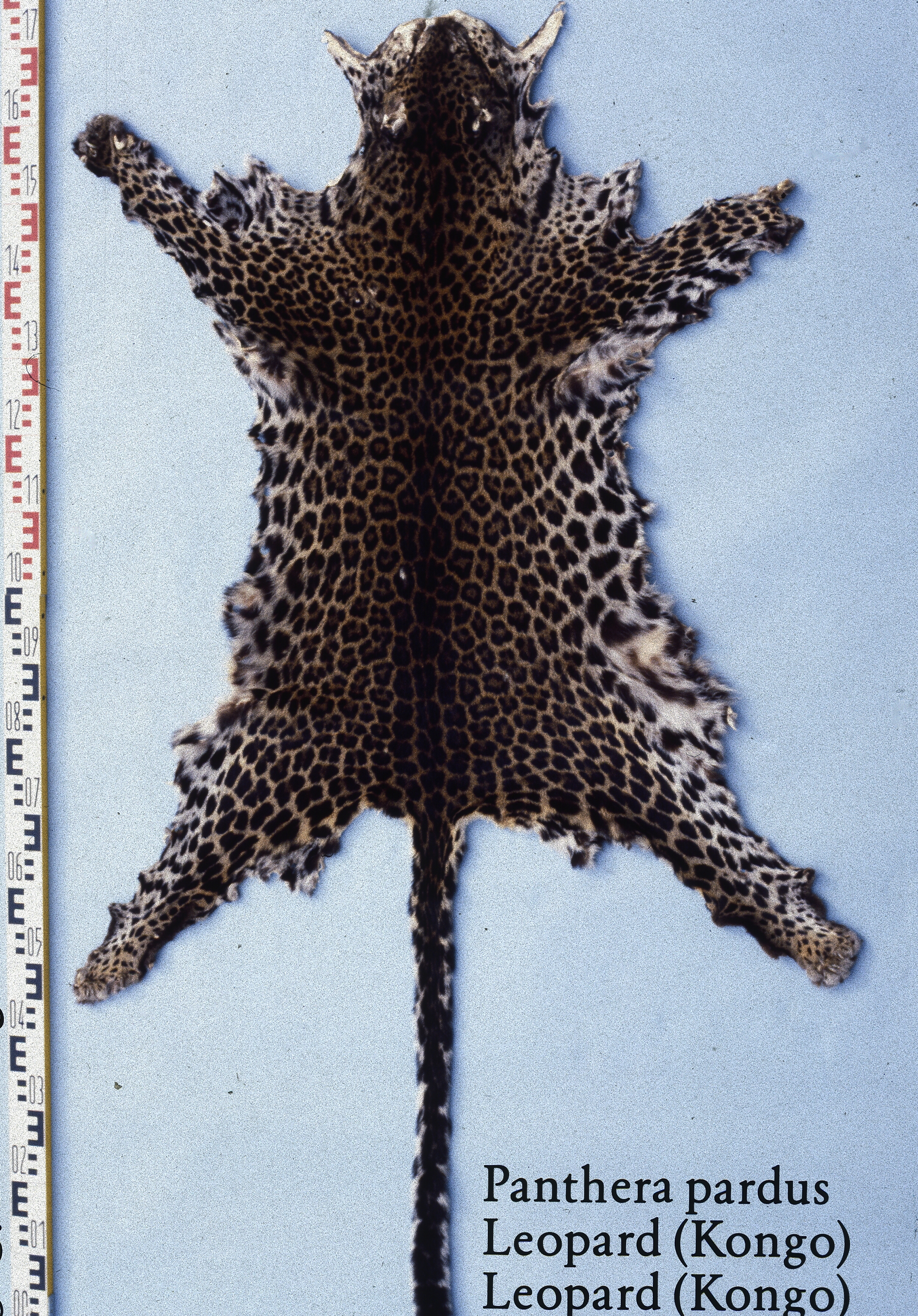
Da báo sẫm màu từ Trung Phi (Kongo)

Báo đốm châu Phi thể hiện sự thay đổi lớn về màu lông, tùy thuộc vào vị trí và môi trường sống. Màu lông thay đổi từ vàng nhạt đến vàng đậm hoặc tawny, và đôi khi màu đen, và có hoa văn màu đen trong khi đầu, chi dưới và bụng được phát hiện với màu đen rắn. Báo đực lớn hơn, nặng trung bình 60 kg (130 lb) tới 91 kg (201 lb) là trọng lượng tối đa đạt được của một con đực. Con cái nặng trung bình khoảng 35 đến 40 kg (77 đến 88 lb).
Báo châu Phi là một loài dị hình giới tính; con đực lớn hơn và nặng hơn con cái. Từ năm 1996 đến năm 2000, 11 con báo trưởng thành đã được thu thanh trên các trang trại ở Namibia. Con đực nặng từ 37,5 đến 52,3 kg (83 đến 115 lb) và con cái là từ 24 đến 33,5 kg (53 đến 74 lb). Con báo nặng nhất được biết đến nặng khoảng 96 kg (212 lb) và được ghi nhận ở Tây Nam Phi.
Theo Alfred Edward Pease, báo đen ở Bắc Phi có kích thước tương tự sư tử. Một con báo Algérie bị giết năm 1913 được báo cáo là đã đo được chiều dài khoảng 8 ft 10 in (2,69 m), trước khi bị lột da.
Những con báo sống ở vùng núi của các tỉnh Cape có vẻ khác biệt về mặt vật lý với những con báo ở phía bắc. Trọng lượng trung bình của chúng có thể chỉ bằng một nửa so với quần thể miền bắc, ngoài trọng lượng của báo Somalia ở Đông Phi.

## Phân bố và môi trường sống

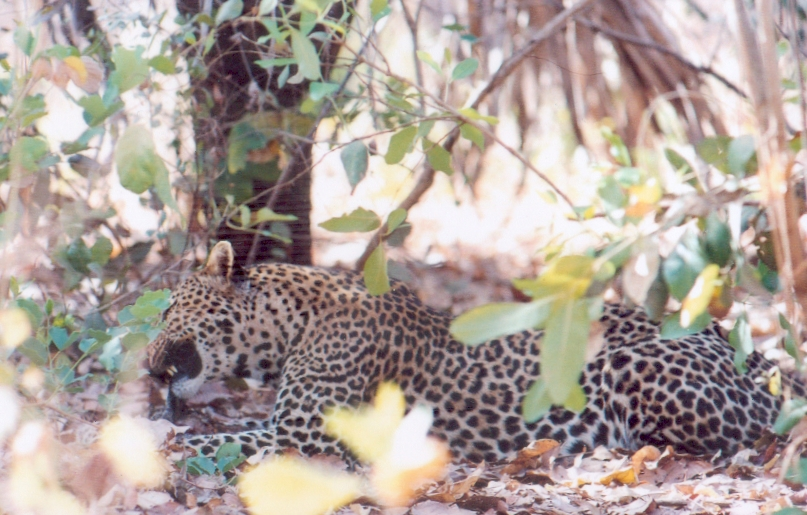
Một con báo ở biên giới giữa Guinea và Sénégal, ở Tây Phi.

Những con báo châu Phi sinh sống trong một loạt các môi trường sống khác nhau ở châu Phi, từ rừng núi đến đồng cỏ và xavan, không bao gồm sa mạc nhiều cát. Nó có nguy cơ tuyệt chủng cao nhất ở các khu vực bán sa mạc, nơi nguồn tài nguyên khan hiếm thường dẫn đến xung đột với nông dân du mục và chăn nuôi của họ. Nó từng phân bố ở hầu hết châu Phi cận Sahara, chiếm cả môi trường sống trong rừng nhiệt đới và sa mạc khô cằn. Nó sống ở tất cả các môi trường sống có lượng mưa hàng năm trên 50 mm (2.0 in) và có thể xâm nhập vào các khu vực có lượng mưa ít hơn lượng nước này dọc theo các dòng sông. Nó có thể sống ở những nơi có địa hình lên tới 5.700 m (18.700 ft), đã được nhìn thấy trên các sườn núi cao của núi lửa Ruwenzori và Virunga, và quan sát thấy khi uống nước nóng 37 °C (99 °F) trong Vườn quốc gia Virunga.
Báo dường như thành công trong việc thích nghi với môi trường sống tự nhiên bị thay đổi và môi trường định cư trong trường hợp không có sự khủng bố dữ dội. Nó thường được ghi nhận sống gần các thành phố lớn. Nhưng đã có từ những năm 1980, nó đã trở nên hiếm hoi trên khắp Tây Phi. Bây giờ, nó vẫn được phân phối một cách chắp vá trong giới hạn lịch sử. Trong các cuộc khảo sát năm 2013, báo đã được ghi nhận ở 2 huyện Gbarpolu và Bong trong khu rừng Thượng Guinea của Liberia.
Báo hoa mai rất hiếm ở phía bắc châu Phi. Một quần thể bị trục xuất vẫn tồn tại ở dãy núi Atlas của Maroc, trong thảo nguyên rừng và núi ở độ cao 300 đến 2.500 m (980 đến 8.200 ft), nơi khí hậu ôn đới lạnh.
Vào năm 2014, một con báo đã bị giết trong Khu bảo tồn Elba ở phía đông nam Ai Cập. Đây là lần đầu tiên một con báo được nhìn thấy ở nước này kể từ những năm 1950.
Vào năm 2016, một con báo đã được ghi nhận lần đầu tiên ở một khu vực bán khô hạn của Yechilay ở phía bắc Ethiopia.

## Sinh thái học

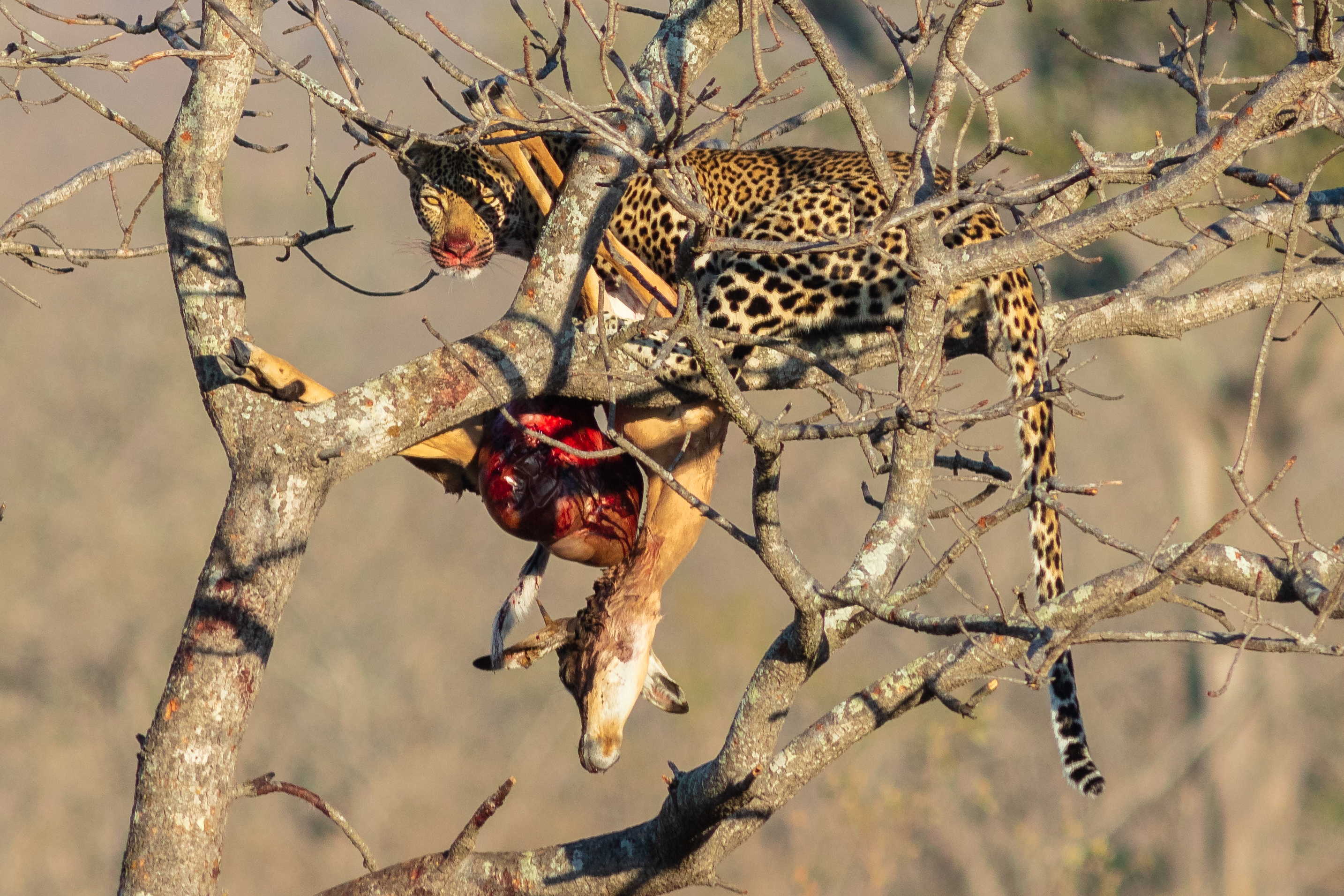
Báo đốm với con linh dương vừa săn được ở Vườn quốc gia Kruger, Nam Phi.

Báo thường hoạt động mạnh nhất giữa hoàng hôn và bình minh và giết chết nhiều con mồi hơn vào thời điểm này. Trong Vườn quốc gia Kruger, báo đực và báo cái có đàn con hoạt động mạnh hơn vào ban đêm so với con cái đơn độc. Tỷ lệ hoạt động ban ngày cao nhất được ghi nhận cho những con báo sử dụng bụi gai trong mùa mưa, khi linh dương Impala cũng sử dụng chúng.
Báo có một khả năng đặc biệt để thích nghi với những thay đổi về khả năng sẵn có của con mồi và có chế độ ăn rất rộng. Con mồi nhỏ được thực hiện ở nơi động vật móng guốc lớn ít phổ biến hơn. Con mồi được biết đến của báo đốm dao động từ bọ hung đến linh dương Eland lớn trưởng thành, có thể đạt khối lượng tới 900 kg (2.000 lb). Ở châu Phi cận Sahara, ít nhất 92 loài con mồi đã được ghi nhận trong chế độ ăn của loài báo bao gồm loài gặm nhấm, chim, linh dương nhỏ và lớn, Hyrax và thỏ rừng, và động vật chân đốt. Chúng thường tập trung hoạt động săn mồi của chúng vào động vật móng guốc cỡ trung bình dồi dào tại địa phương trong phạm vi 20 đến 80 kg (44 đến 176 lb), trong khi sẽ bắt những con mồi khác nếu có cơ hội. Khoảng thời gian trung bình mà báo chủ yếu săn thú móng guốc dao động từ 7 đến 12-13 ngày.
Báo đốm thường che giấu những con mồi lớn vừa săn được trên cây, một công việc đòi hỏi sức mạnh lớn. Đã có một số quan sát về những con báo kéo xác con hươu cao cổ non, ước tính nặng tới 125 kg (276 lb), tức là gấp 2 lần trọng lượng của con báo, lên một cái cây cao 5,7 m (19 ft).
Trong Công viên Quốc gia Serengeti, báo hoa mai được biết đến rộng rãi lần đầu tiên vào đầu những năm 1970. Quá trình săn mồi của chúng vào ban đêm rất khó để xem; thời gian tốt nhất để quan sát chúng là sau bình minh. Trong số 64 cuộc săn ban ngày của chúng chỉ có ba lần thành công. Trong khu vực rừng này, chúng săn chủ yếu là linh dương Impala, cả trưởng thành lẫn còn non, và đôi khi săn linh dương Thomson trong mùa khô. Thỉnh thoảng, chúng săn thành công lợn bướu thông thường, linh dương dik-dik, linh dương reedbuck linh dương hoẵng, linh dương Steenbok, linh dương đầu bò, chó rừng, thỏ rừng Cape, Họ Gà Phi và sáo. Chúng ít thành công hơn trong việc săn ngựa vằn, linh dương kongonis, hươu cao cổ, cầy mangut, cầy genet, hyrax và các loài chim nhỏ. Ăn xác thối của những động vật lớn chiếm một tỷ lệ nhỏ thức ăn của chúng. Trong rừng mưa nhiệt đới ở Trung Phi, chế độ ăn uống của chúng bao gồm linh dương hoẵng và linh trưởng. Một số con báo đã thể hiện sự ưa thích mạnh mẽ đối với tê tê và nhím. Ở vùng Dzanga-Sangha ở Cộng hòa Trung Phi, một con báo đã tấn công và truy đuổi một con khỉ đột phía tây lớn, nhưng không bắt được nó. Các bộ phận của khỉ đột được tìm thấy trong xác con báo cho thấy con báo đó đã ăn xác khỉ đột đã chết hoặc tự giết chết nó.
Chế độ ăn của báo bao gồm các loài bò sát và đôi khi chúng sẽ nhắm đến gia súc, vật nuôi trong nhà khi thức ăn khan hiếm. Báo đốm rất lén lút và thích rình rập và chạy một khoảng cách tương đối ngắn sau lưng con mồi của chúng. Chúng giết chết thông qua nghẹt thở bằng cách tóm cổ con mồi và cắn xuống bằng bộ hàm mạnh mẽ. Chúng hiếm khi chiến đấu với những kẻ săn mồi khác để kiếm thức ăn.
Ở Bắc Phi, báo thường săn bắt khỉ Barbary.

## Các đe dọa
Khắp châu Phi, các mối đe dọa chính đối với báo đốm là mất môi trường sống và bị con người đàn áp dữ dội, đặc biệt là để trả thù cho sự mất mát vật nuôi và nhận thức được sự nguy hiểm của chúng. Các khu rừng thượng lưu ở Liberia được coi là một điểm nóng đa dạng sinh học, nhưng đã bị chia thành hai khối. Các vùng đất lớn bị ảnh hưởng bởi các hoạt động khai thác và khai thác thương mại, và được chuyển đổi sang sử dụng nông nghiệp bao gồm các đồn điền dầu cọ quy mô lớn trong các nhượng bộ do một công ty nước ngoài thu được.
Tác động của mùa săn bắn (Trophu hunting) đối với quần thể báo là không rõ ràng, nhưng có thể có tác động ở cấp độ số lượng và quần thể, đặc biệt là khi con cái bị bắn. Ở Tanzania, chỉ có con đực được cho phép săn bắn, nhưng con cái chiếm 28,6% trong số 77 chiến lợi phẩm được bắn từ năm 1995 đến 1998. Mặt khác, săn một số lượng con đực quá cao có thể tạo ra một loạt các tác động xấu đến quần thể. Mặc dù báo đốm đực không cung cấp sự chăm sóc cho đàn con, nhưng sự hiện diện của con đực giống cho phép con cái nuôi con với khả năng giảm thiểu nguy cơ bị giết bởi những con đực khác. Có một vài quan sát đáng tin cậy về hiện tượng giết con non của loài báo, những con đực mới xâm nhập vào quần thể có khả năng giết chết những con non hiện có.
Phân tích quét da báo và khảo sát bẫy camera trong cảnh quan rừng tiếp giáp ở lưu vực Congo cho thấy sự chồng chéo về chế độ ăn uống cao và sự cạnh tranh giữa báo và thợ săn thịt rừng. Với sự gia tăng gần với các khu định cư và áp lực săn bắn đồng thời của con người, báo khai thác con mồi nhỏ hơn và xảy ra với mật độ quần thể giảm đáng kể. Với sự hiện diện của việc săn bắn thịt rừng xung quanh các khu định cư của con người, báo hoàn toàn vắng bóng.

## Bảo tồn
Các khu vực được bảo vệ ở Châu Phi, nơi có quần thể báo, bao gồm:
- Vườn quốc gia Lope
- Vườn quốc gia Taï
- Vườn quốc gia Kruger

## Hình ảnh

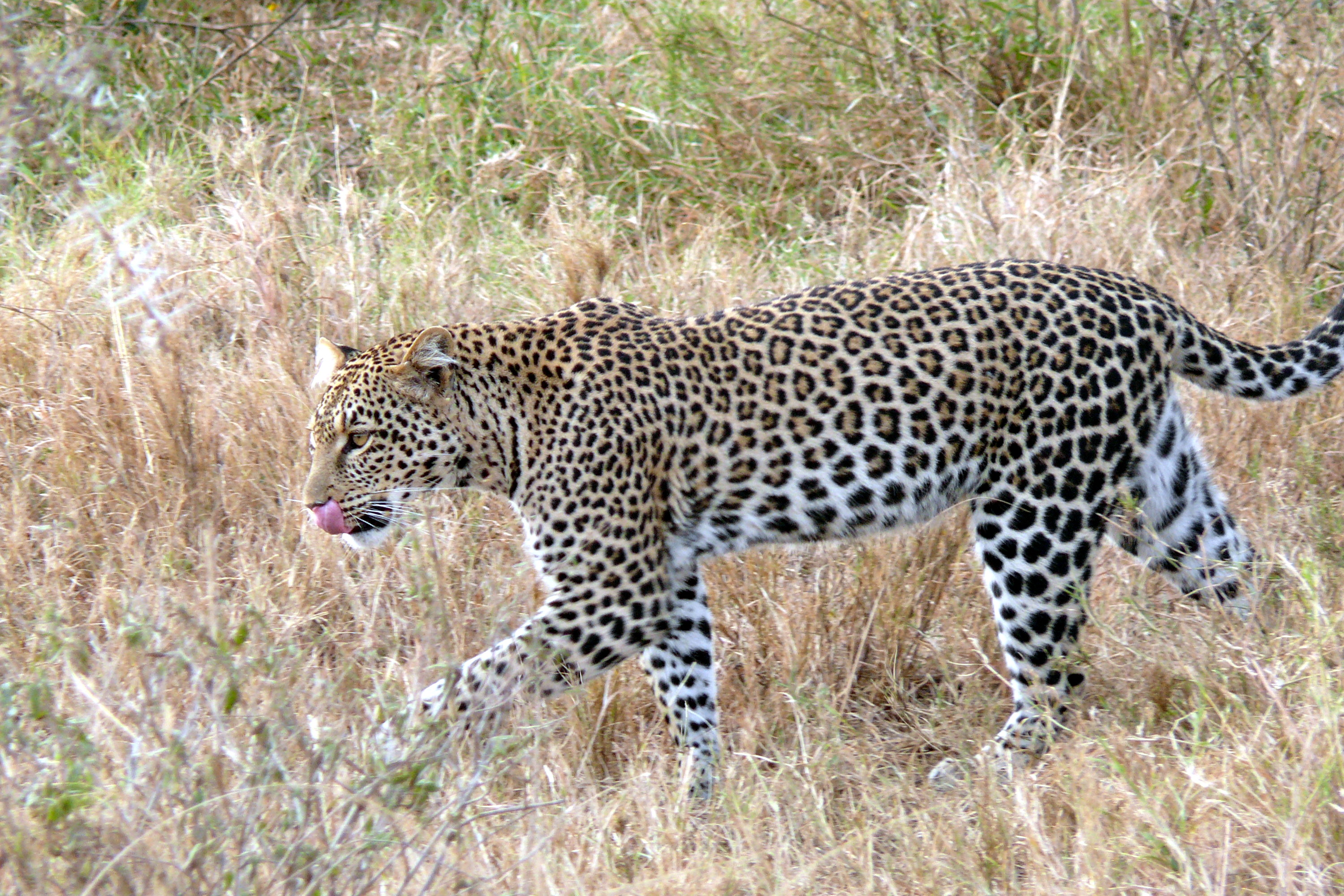
Báo ở Serengeti, Tanzania
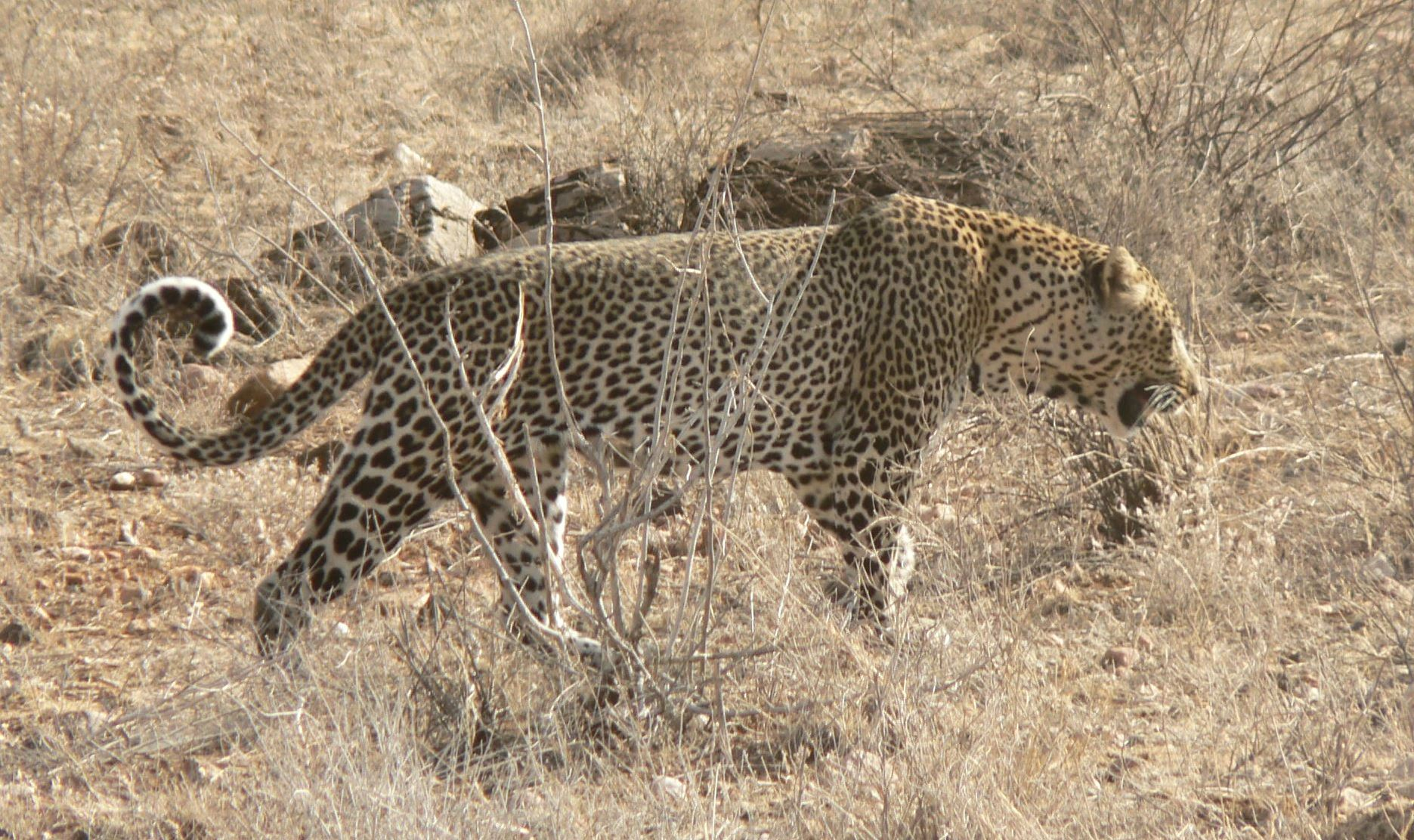
Một con báo đực ở khu bảo tồn Samburu, Kenya
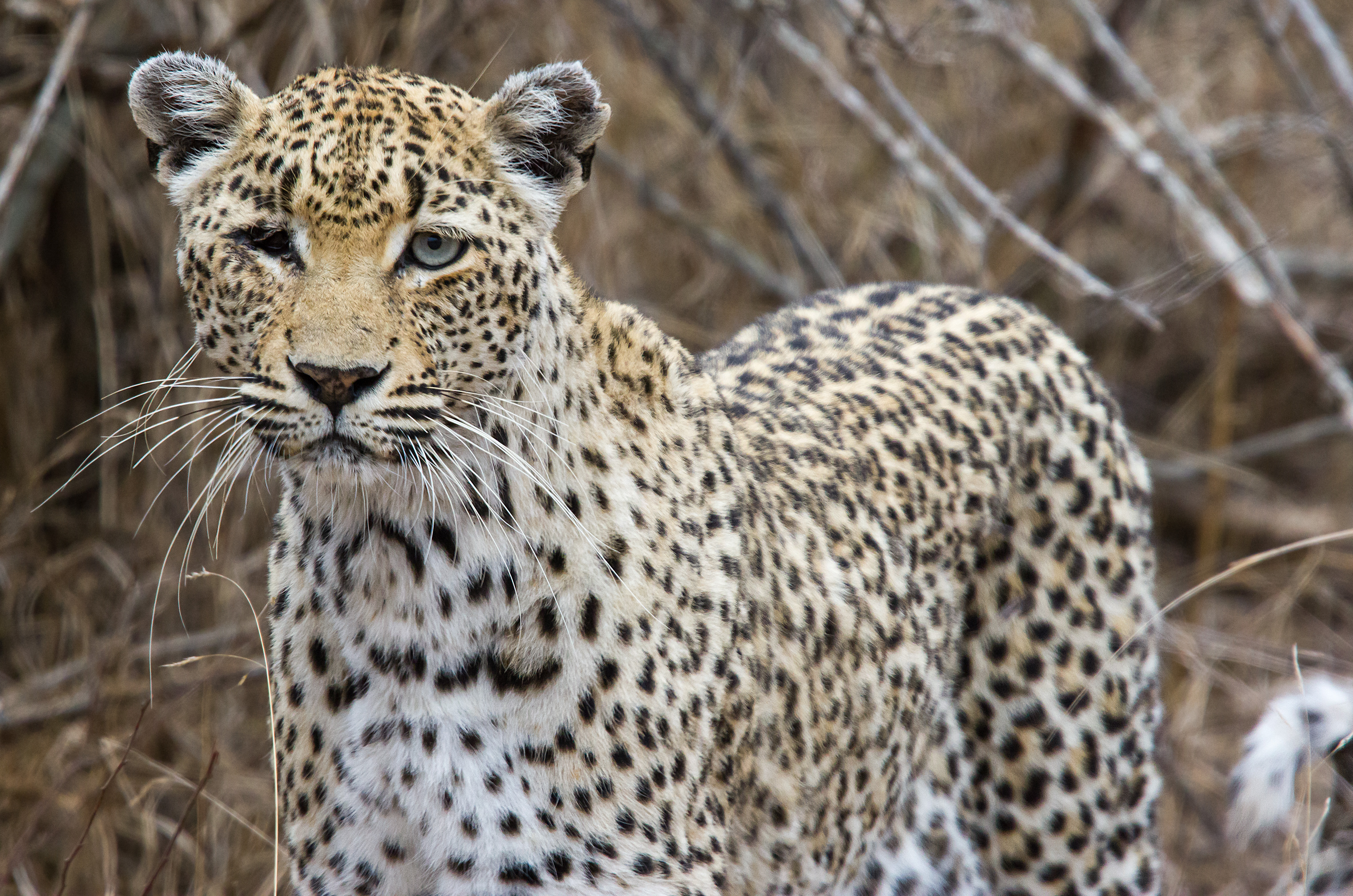
Báo châu Phi ở vườn quốc gia Kruger, Cộng hòa Nam Phi
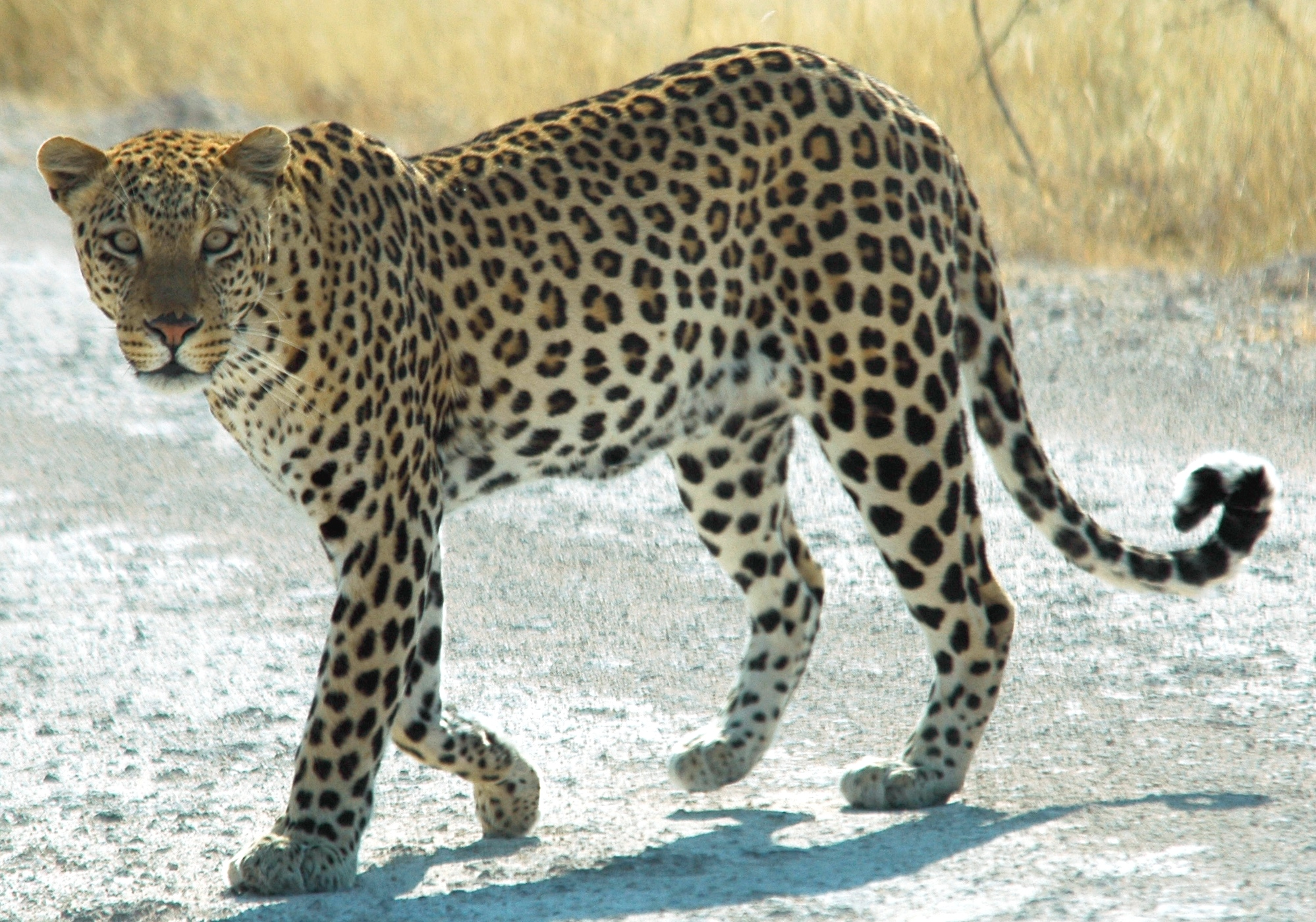
Báo ở vườn quốc gia Etosha, Namibia